# 徐沂
徐沂（1462年—？），字希曾，浙江金華府永康縣人，民籍，明朝政治人物。

## 生平
弘治五年（1492年）壬子科浙江鄉試第十八名舉人。弘治六年（1493年）聯捷癸丑科會試第一百七十四名，二甲第四十八名進士。八年四月授刑科給事中，劾皇后弟壽寧侯張鶴齡等恃恩冒蔭，中官李廣矯命干政，乞假養病，十四年閏七月病痊，復除原職，以方便養親，請改南京，十一月改任南京工科給事中，任上奏请免除苏州细密麻布，福建改机布匹，陕西驼绒的进贡，以减轻百姓负担，深受百姓感激。十五年奏明赏罚四事，彈劾保國公朱暉冒功之賞。十七年南京及應天府属县發生飢荒，疏請賑濟。十八年二月升廣東布政司左參議，正德初平廣東十三等村池水等鄉盗賊，卒于官。

## 家族
曾祖徐伯厚；祖父徐叔質；父徐仕家，母樓氏。慈侍下。